# Hybomitra ishiharai
Hybomitra ishiharai är en tvåvingeart som först beskrevs av Takahasi 1950.  Hybomitra ishiharai ingår i släktet Hybomitra och familjen bromsar. Inga underarter finns listade i Catalogue of Life.